# Jesusa Granda
Jesusa Granda y Lahín (Almería, 1865 -  ¿?, 1907) fue una periodista pionera, institutriz, escritora y pedagoga española. Fue la única mujer fundadora de la Asociación de la Prensa de Madrid (APM).

## Trayectoria
Nacida en Níjar, Granda era titulada en Educación Física y fue profesora de magisterio, colaboradora en múltiples publicaciones y creadora de un serial llamado Pedagogía. El 31 de mayo de 1895 se funda la Asociación de Prensa de Madrid, con Granda como única socia fundadora entre los 173 hombres fundadores. Pese a que la APM no la apoyó especialmente, y tardó en permitir que otras mujeres ingresaran en la asociación, la calidad literaria y periodística de Granda era tal que la hubiera llevado a ocupar un lugar en la llamada generación del 98 junto a Carmen de Burgos si hubieran aceptado mujeres.
En una época en la que casi ninguna mujer utilizaba su nombre completo en los periódicos, salvo las autoras Emilia Pardo Bazán o Sofía Casanova enviando sus crónicas desde el extranjero, Granda era la única periodista en España que usaba su nombre completo desde sus tribunas del diario El Globo. Granda escribía sobre educación y pedagogía, gimnasia, vida natural, obituarios y otros temas en diversas publicaciones tales como El Globo, La Iberia o El Álbum Iberoamericano.
La presencia de Granda y otras periodistas y escritoras españolas como Atocha Osorio y Gallardo, Consuelo Álvarez Pool, Violeta, Carmen de Burgos, Colombine, o Cecilia Camps, en la vida pública de la época es enorme, y contrasta con el ostracismo al que son sometidas tras la Guerra Civil: según Bernardino M. Hernando, archivero-bibliotecario de la Asociación de la Prensa de Madrid, "el grupo de mujeres que en esos años intervinieron en el mundo del periodismo, la literatura y la política, y de las que no ha quedado ni rastro [...] estaban en la Asociación de la Prensa, en el Ateneo y en todos los lugares donde las dejaban, y desarrollaron una tarea tan importante que da pena que la Historia no les haya hecho ninguna justicia".